# John Harbison
John Harris Harbison, né le 20 décembre 1938, est un compositeur américain connu pour ses symphonies, ses opéras et ses grandes compositions chorales.

## Biographie
John Harris Harbison naît le 20 décembre 1938 à Orange dans le New Jersey, fils de l'historien Elmore Harris Harbison (en) et de Janet German Harbison, tous deux musiciens accomplis. Elmore a étudié la composition musicale dans sa jeunesse et Janet a écrit des chansons. Helen et Margaret, les sœurs de Harbison, sont aussi musiciennes. Il remporte un prix de composition pour étudiants à l'âge de 16 ans en 1954, étudie à l'université Harvard (BA 1960) où il chante avec le Harvard Glee Club (en) et plus tard à la Berlin Musikhochschule et à Princeton (MFA 1963). Il est « Institute Professor » de musique au Massachusetts Institute of Technology. Ancien élève de Walter Piston et Roger Sessions, ses compositions comptent plusieurs symphonies, quatuors à cordes et concertos pour violon, altos et viole de basse (contrebasse).
Il remporte le prix Pulitzer de musique en 1987 pour The Flight into Egypt (en) et en 1989 reçoit le prix MacArthur doté de 305,000 $. En 1998, il remporte la 4e édition des Heinz Awards en Arts et Humanités. En 2006, un enregistrement de son Mottetti di Montale est nommé pour un Grammy Award dans la catégorie de la « meilleure interprétation pour petit ensemble ».
Le Metropolitan Opera passe commande à Harbison de The Great Gatsby (en) afin de célébrer le 25e anniversaire de James Levine avec la compagnie. L'opéra est créé le 20 décembre 1999 sous la direction de Levine avec Jerry Hadley, Dawn Upshaw, Susan Graham, Lorraine Hunt Lieberson, Mark Baker, Dwayne Croft, et Richard Paul Fink.
En 1991, Harbison est nommé directeur musical du Ojai Music Festival (en) en compagnie de Peter Maxwell Davies.
Harbison reçoit commande conjointement par le Conseil pontifical pour la promotion de l'unité des chrétiens et le Conseil pontifical pour le dialogue interreligieux d'une pièce pour le « concert papal de réconciliation (en) ». L'événement est co-célébré par le rabbin en chef de Rome, Rav Elio Toaff, l'imam de la mosquée de Rome, Abdulawahab Hussein Gomaa et le pape Jean-Paul II. Abraham, composition de six minutes pour cuivres et chœur antiphonal, est créé le 17 janvier 2004, interprété par des membres de l'orchestre symphonique de Pittsburgh et un chœur composé de membres du chœur Mendelssohn de Pittsburgh, du Chœur philharmonique de Londres (en), du chœur de la philharmonie de Cracovie et du chœur polyphonique d'Ankara sous la baguette de Gilbert Levine (en).
Harbison était auparavant principal chef d'orchestre invité de l'association Emmanuel Music (en) à Boston. Après la mort prématurée du directeur fondateur Craig Smith (en) en 2007, Harbison est nommé directeur artistique par intérim.
Lorsqu'on lui demande en 1990 quel est son « credo artistique », Harbison répond : « faire chaque morceau différent des autres, trouver de claires et nouvelles grandes conceptions, réinventer les traditions ».
Harbison est marié à la violoniste Rose Mary Harbison (née Pederson).

## Discographie (incomplète)
- Mirabaï Songs / Variations (1987). Northeastern Records NR 230-CD. Janice Felty, mezzo-soprano, Collage New Music Ensemble (en) dirigé par John Harbison avec Rose Mary Harbison au violon, David Satz à la clarinette et Ursula Oppens au piano. Pistes 1-6: Mirabai Songs, texte extrait de Mirabai Versions de Robert Bly. Pistes 7-10: Variations, pour violon, clarinette et piano. Liste des pistes :

1. I. It's True, I Went to the Market
2. II. All I Was Doing Was Breathing
3. III. Why Mira Can't Go Back to Her Old House
4. IV. Where Did You Go?
5. V. The Clouds
6. VI. Don't Go, Don't Go
7. Variations i-v
8. Variations vi-x
9. Variations xi-xv
10. Finale and Epilogue

- The Flight into Egypt and other works by John Harbison (1990). New World Records 80395-2. Interprétés par le Cantata Singers and Ensemble (en), The Los Angeles Philharmonic New Music Group et le The Los Angeles Philharmonic Orchestra dirigé par David Hoose, John Harbison et André Previn. Pistes :

1. The Flight into Egypt (en), texte de King James translation of the story of the fuite en Égypte dans évangile selon Matthieu
2. The Natural World : Prélude
3. Where We Must Look for Help, texte de Robert Bly
4. On the Road Home, texte de Wallace Stevens
5. Milkweed, texte de James Wright (en)
6. Concerto for Double Brass Choir and Orchestra: I. Invention on a Motif: Tempo giusto
7. II. Invention on a Chord: Cantabile
8. III. Invention on a Cadence: Molto allegro

- At First Light (1998). Archetype Records 60106. Interprété par Lorraine Hunt, mezzo-soprano, Dawn Upshaw, soprano, les Greenleaf Chamber Players et l'orchestre de chambre Metamorphosen dirigé par Scott Yoo. Pistes :

1. Due Libri dei Mottetti di Montale
2. Snow Country
3. Chorale Cantata
4. Concerto pour hautbois, clarinette et cordes

- John Harbison: Ulysses' Bow / Samuel Chapter (2004). First Edition ASIN: B0002RQ35C. Pistes :

1. Ulysses' Bow, ballet interprété par l'orchestre symphonique de Pittsburgh sous la direction d'André Previn
2. Samuel Chapter interprété par Susan Larson (en) (soprano) et dirigé par John Harbison

- The Reawakening, quatuor à cordes no 3, Fantasia on a Ground, Thanks Victor (2001). Musica Omnia om0110, quatuor Lydian et Dominique Labelle, soprano.
- World Premiere Recordings : Concerto pour violon, Recordare, Sept motets (1997). Koch 3-7310-2-H1. Emmanuel Music, Craig Smith, chef, Rose-Mary Harbison, violon.
- Sessions : Symphonie no 2; Harbison : Symphony no 2, concerto pour hautbois (1994). Londres 443 376-2. San Francisco Symphony, Herbert Bloomstedt, chef, William Bennet, hautbois.
- quatuor à cordes no 1/quatuor à cordes no 2/November 19, 1828 (1992). Quatuor Lydian, Yehudi Wyner, piano.
- Simple Daylight/Words from Patterson/Quintette avec piano, (1999). Electra Nonesuch 79189-2. Boston Symphony Chamber Players, Gilbert Kalish, piano, Sanford Sylvan, baryton, Dawn Upshaw, soprano.
- Four Psalms/Emerson (2004). New World Records 80613-2. Cantata Singers and Ensemble, David Hoose, dirigeant.
- Mottetti di Montale (2005). Koch KIC-CD-7545. Collage New Music, David Hoose, directeur musical, Janice Felty et Margaret Lattimore mezzo-sopranos.

## Œuvres

### Opéra
- 1977 : Full Moon in March
Opéra de chambre
- 1979 :: Winter's Tale
d'après la pièce de Shakespeare
- 1999 : The Great Gatsby
commandé par le Metropolitan Opera
d'après un roman de F. Scott Fitzgerald

### Ballet
- 1983 : Ulysses

### Musique orchestrale
- 1971 : Musique de scène pour The Merchant of Venice
- 1974 : Elegiac Songs pour mezzo-soprano & orchestre de chambre
commandé par la Fromm Music Foundation
- 1976 : Diotima
commandé par la fondation de musique Koussevitzky de la Bibliothèque du Congrès
- 1978 : Concerto pour piano & orchestre de chambre
commandé par l'American Composers Orchestra pour Robert Miller (en)
- 1979 : Snow Country pour hautbois & orchestre à cordes
commandé par Maurice Pechet (en), New England Arts Patron
- 1978-1980 : Concerto pour violon & orchestre de chambre
écrit pour Rose Mary Harbison
- 1981 : Symphonie no 1
commandé par l'orchestre symphonique de Boston
- 1985 : Concerto pour hautbois, clarinette et orchestre à cordes
commandé par the National Endowment for the Arts pour l'orchestre symphonique de Toledo, l'International Chamber Soloists, the Wall Street Chamber Players, le Philadelphia College of Performing Arts, l'université Carnegie-Mellon et l'université du Michigan.
- 1985 : Remembering Gatsby
commandé par l'orchestre symphonique d'Atlanta
- 1987 : Symphonie no 2
commandé par the orchestre symphonique de San Francisco en célébration de la soixante-cinquième saison de l'orchestre
- 1988 : Concerto pour double chœur de cuivres et orchestre pour douze cuivres en solo & orchestre de chambre
commandé par l'orchestre philharmonique de Los Angeles
- 1988 : Concerto pour alto
commandé par l'orchestre symphonique du New Jersey
- 1990 : Symphonie no 3
commandé par l'orchestre symphonique de Baltimore
- 1991 : David's Fascinating Rhythm Method pour orchestre de chambre
commandé par l'orchestre symphonique de Baltimore
- 1991 : Three City Blocks pour orchestre d'harmonie
commandé par les orchestres d'harmonie du New England Conservatory of Music, l'université de Cincinnati, université d'État de Floride, U.S. Air Force, université d'État de l'Ohio, l'université du Michigan et l'université du Sud de la Californie.
- 1991 : Concerto pour hautbois & orchestre
commandé par l'orchestre symphonique de San Francisco
- 1993 : Concerto pour violoncelle
commandé par Yo-Yo Ma et l'orchestre symphonique de Chicago
- 1993 : The Most Often Used Chords pour orchestre de chambre
commandé par l'orchestre de chambre de Los Angeles
- 1994 : Concerto pour flûte et orchestre
commandé par Ransom Wilson (en) et l'American Composers Orchestra
- 1996 : Olympic Dances pour orchestre d'harmonie
commandé par la College Band Directors National Association (en)
- 2001 : Partita
commandé par l'orchestre symphonique du Minnesota
- 2004 : Symphonie no 4
commandé par l'orchestre symphonique de Seattle
- 2004 : Crane Sightings pour violon & orchestre à cordes
écrit pourr Rose Mary Harbison, épouse du compositeur
- 2004 : Darkbloom: Overture for an Imagined Opera
commandé par l'orchestre symphonique de Boston
- 2005 : Canonical American songbook
commandé par l'Orchestre symphonique d'Albany (en)
- 2005 : Concerto pour contrebasse & orchestre de chambre
commandé par the International Society of Bassists
- 2006 : Milosz Songs pour soprano & orchestre
commandé par l'orchestre philharmonique de New York pour Dawn Upshaw
- 2007 : The Great Gatsby – Suite (2007)
commandé par l'Aspen Music Festival and School
- 2007 : Symphonie no 5 pour mezzo-soprano, baryton solo & orchestre
commandé par l'orchestre symphonique de Boston
- 2008 : Mary Lou (Four Symphonic Memories of Mary Lou Williams)
commandé par le Pittsburgh Youth Symphony
- 2009 : Double concerto pour violon et violoncelle
commandé par the Friends of the Dresden Music Foundation pour l'orchestre symphonique de Boston

### Musique chorale
- 1955 : In Spiritu: Prayer pour chœur masculin a cappella
- 1959 : Ave Maria pour chœur S.S.A.A. a cappella
- 1959 : He Shall Not Cry pour chœur S.A. & orgue
- 1971 : Five Songs of Experience pour chœur S.A.T.B., deux percussions & quatuor à cordes
commandé par l'Emmanuel Episcopal Church, Boston (en) pour les Cantata Singers
- 1966 : Music When Soft Voices Die pour chœur S.A.T.B. & clavecin ou orgue
commandé par les Cantata Singers
- 1975 : Nunc Dimittis pour chœur T.B. & piano
commandé par the Harvard Glee Club (en)
- 1976 : The Flower-Fed Buffaloes pour baryton solo, pour chœur S.S.A.T.B.B. & ensemble instrumental
commandé par la New York State Bar Association (en)
- 1986 : The Flight into Egypt pour soprano, baryton soli, pour chœur S.A.T.B. & orchestre de chambre
commandé par les Cantata Singers
- 1990 : Two Emmanuel Motets pour chœur S.A.T.B. a cappella
commandé par l'Emmanuel Episcopal Church, Boston
- 1991 : Ave Verum Corpus pour chœur S.S.A.T.B. a cappella
commandé par le chœur de 'Emmanuel Episcopal Church, Boston et le Ojai Music Festival (en)
- 1991-1992 : O Magnum Mysterium pour chœur S.A.T.B. a cappella
commandé par Saturday Evening Brass
- 1992 : Veni Creator Spiritus pour chœur T.B. a cappella
commandé par la Rosalind Denny Lewis Music Library au Massachusetts Institute of Technology
- 1994 : Communion Words pour chœur S.A.T.B. a cappella
- Concerning Them Which Are Asleep pour chœur S.S.A.T.B.B. a cappella
- 1995 : Emerson pour double chœur S.A.T.B. a cappella
- 1995 : :commandé par l'école de musique de l'université du Wisconsin à Madison pour son 100e anniversaire
- 1995 : Juste Judex pour mezzo-soprano, baryton soli, chœur S.A.T.B. & orchestre
commandé en tant que partie du Requiem de la Réconciliation
- 1997 : Evening (Der Abend) pour double chœur S.A.T.B. a cappella
- 1998 : Four Psalms pour S.A.T.B. soli, pour chœur S.A.T.B. & orchestre
commandé par le consulat israélien pour l'orchestre symphonique de Chicago
- 1998 : Psalm 137 pour chœur S.A.T.B. a cappella
- 1985-2002 :Requiem pour S.A.T.B. soli, chœur S.A.T.B. & orchestre
commandé par l'orchestre symphonique de Boston
- 2002 : We do not live to ourselves pour chœur S.A.T.B. a cappella
- 2004 : Abraham pour double chœur S.A.T.B. & deux grands chœurs de cuivres
commandé pour le Concert papal de réconciliation (en) à Rome pour le chœur polyphonique d'Ankara, le Chœur philharmonique de Londres (en), le chœur philharmonique de Cracovie et des musiciens de l'orchestre symphonique de Pittsburgh
- 2004 : Charity Never Faileth pour chœur S.A.T.B. a cappella
- 2004 : Let Not Your Heart Be Troubled pour chœur cappella S.A.T.B.
- 2004 : My Little Children, Let Us Not Love in Word pour chœur S.A.T.B. a cappella
commandé par les Cantata Singers
- 2005 : But Mary Stood pour soprano solo, chœur & orchestre à cordes
commandé par les Cantata Singers
- 2005 : Umbrian Landscape with Saint pour chœur en option & ensemble de chambre
commandé par les Chicago Chamber Musicians
- 2007 : A Clear Midnight pour chœur T.T.B.B. & cinq instruments à cordes
commandé par la Georgina Joshi Foundation pour l'université d'Indiana et les Pro Arte Singers
- 2007 : Madrigal pour chœur S.A.T.B.B. a cappella
commandé par les New York Virtuoso Singers
- 2012 : Koussevitzky Said : Choral Scherzo with Orchestra pour chœur S.A.T.B. & orchestre, commandé par l'orchestre symphonique de Boston pour célébrer le 75e anniversaire du festival de musique de Tanglewood

### Musique de chambre
- 1955 : Andante con moto pour cello & piano
- 1961 : Duo pour flute & piano
- 1962 : Canzonetta pour quatuor de bassons
- 1965 : Confinement pour douze instrumentistes
écrit pour le Contemporary Chamber Ensemble et Arthur Weisberg (en)
- 1968 : Sérénade pour flûte, clarinette, clarinette basse, violon, alto & violoncelle
- 1969 : Piano Trio pour violon, violoncelle & piano
- 1970 : Bermuda Triangle pour saxophone ténor, orgue électrique & violoncelle amplifié
commandé par le New York Camerata
- 1970 : Die Kurze pour flûte, clarinette, piano, violin & violoncelle
commandé par le New York Composer's Forum
- 1979 : Snow Country pour hautbois et & quatuor à cordes
commandé par Maurice Pechet (en)
- 1979 : Quintette à vent pour flûte, hautbois, clarinette, cor & basson
commandé par la Fondation Walter-W.-Naumburg (en)
- 1980 : Due Libri pour mezzo-soprano & neuf instrumentistes
commandé par le New York Philomusica et Robert Levin
- 1980 : Mottetti di Montale pour mezzo-soprano & neuf instrumentistes ou piano
commandé par le New York Philomusica, l'université d'Oregon et Collage
- 1981 : Organum for Paul Fromm pour glockenspiel, marimba, vibraphone, clavecin & piano
commandé par l'université de Chicago
- 1981 : Quintette avec piano pour deux violons, alto, violoncelle & piano
commandé par le festival de musique de chambre de Santa Fe
- 1982 : Exequien for Calvin Simmons pour sept instrumentistes
- 1982 : Overture: Michael Kohlhaas pour douze cuivres
- 1982 : Variations pour clarinette, violon & piano
commandé par Frank Taplin pour le Token Creek Festival, Wisconsin
- 1985 : Quatuor à cordes no 1
commandé par le Quatuor de Cleveland
- 1985 : Twilight Music pour cor, violon & piano
commandé par la société de musique de chambre du centre Lincoln (en)
- 1986 : Fanfare for Foley's pour douze cuivres & deux percussions
- 1986 : Music for Eighteen Winds
commandé par le Massachusetts Institute of Technology
- 1987 : Quatuor à cordes no 2
- Two Chorale Preludes for Advent (des « Christmas Vespers ») pour quintette de cuivres
- 1988 : Fantasy-Duo pour violon & piano
commandé par le McKim Fund in the Library of Congress pour David Abel et Julie Steinberg
- 1988 : Little Fantasy on 'The Twelve Days of Christmas' pour quintette de cuivres
- 1988 : November 19, 1828 pour violon, alto, violoncelle & piano
commandé par le National Endowment for the Arts pour les Atlanta Chamber Players (en), les Da Capo Chamber Players (en) et les Voices of Change (en)
- 1990 : Fanfares and Reflection pour deux violons
commandé par le Token Creek Festival
- 1992 : Fourteen Fabled Folksongs pour violon & marimba
- 1993 : Prélude pour violoncelle & piano
- 1993 : Quatuor à cordes no 3
- 1994 : San Antonio pour saxophone alto & piano
- 1994 : Thanks Victor pour quatuor à cordes
commandé par le Lydian Quartet
- 1994 : Trio Sonata pour trois clarinettes ou trois saxophones ou hautbois, cor anglais & basson ou trio à cordes
- 1997 : Fanfare for a Free Man pour trois hautbois & trois bassons
- 1998 : La Primavera di Sottoripa pour mezzo-soprano & neuf instrumentistes
commandé par le festival de musique de chambre de Santa Fe
- 2000 : North and South pour soprano/mezzo-soprano & sept instrumentistes
écrit pour Lorraine Hunt Lieberson
- 2000 : Six American Painters pour flûte/hautbois, violon, alto & violoncelle
commandé par la station de radio WGUC Cincinnati
- 2001 : Chaconne pour flûte, clarinette, violon, violoncelle & piano
- 2002 : Quatuor à cordes no 4
commandé par le festival de musique de chambre de Santa Fe
- 2003 : Cucaraccia and Fugue pour quatre altos
commandé par le Token Creek Festival
- 2003 : Trio II. pour violon, violoncelle & piano
commandé par la Harris Foundation, le Chamber Music America (en) et Meet the Composer (en) pour le Trio Amelia
- 2004 : Songs America Loves to Sing pour flûte, clarinette, piano, violon & violoncelle
commandé par les Atlanta Chamber Players (en) et les Da Capo Chamber Players (en)
- 2006 : Abu Ghraib pour violoncelle & piano
commandé par le Rockport Festival pour Rhonda Rider et David Deveau (en)
- 2006 : Deep Dances pour violoncelle & contrebasse
commandé par la Bank of America Celebrity Series pour Rebecca Rice
- 2006 : French Horn Suite pour quatre cors français
commandé par le Massachusetts Institute of Technology
- 2008 : Cortège: in memoriam Donald Sur (en) pour septuor de percussions
commandé par le New England Conservatory Percussion Ensemble
- 2010 : Diamond Watch pour deux pianos
commandé par le Massachusetts Institute of Technology et Priscilla Myrick Diamond pour Peter Diamond et le pianiste Robert Levin

### Musique vocale
- 1980 : Due Libri pour mezzo-soprano & neuf instrumentistes
commandé par le New York Philomusica et Robert Levin
- 1980 : Mottetti di Montale pour mezzo-soprano & neuf instrumentistes ou piano
commandé par le New York Philomusica, l'université d'Oregon et Collage
- 1982 : Mirabai Songs pour soprano/mezzo-soprano & huit instrumentistes ou piano
- 1995 : December 1 pour mezzo-soprano & orchestre de chambre
- 1998 : La Primavera di Sottoripa pour mezzo-soprano & neuf instrumentistes
commandé par le festival de musique de chambre de Santa Fe
- 1999 : Il Saliscendi Bianco pour mezzo-soprano & neuf instrumentistes
commandé par Collage
- 2000 : North and South pour soprano/mezzo-soprano & sept instrumentistes
écrit pour Lorraine Hunt Lieberson
- 2003 : Ain't Goin' to Study War No More pour baryton, deux trompettes, caisse claire & orchestre à cordes
- 2006 : Milosz Songs pour soprano & orchestre
commandé par l'Orchestre philharmonique de New York pour Dawn Upshaw

### Solo
- 1972 : Amazing Grace pour hautbois
commandé par le hautboïste Philip West
- 1978 : Four Occasional Pieces pour piano
écrit pour André Previn, le festival de musique de chambre de Santa Fe et en mémoire de John Boros respectivement
- 1985 : Four Songs of Solitude pour violon
écrit pour la femme du compositeur, Rose Mary Harbison
- 1987 : Four More Occasional Pieces pour piano
écrit pour Joan Tower, Harriet Thiele, Rose Mary Harbison et Milo Feinberg respectivement
- 1987 : Sonate no 1 - In Memoriam Roger Sessions pour piano
commandé par le National Endowment for the Arts pour Robert Shannon, Ursula Oppens et Alan Feinberg
- 1993 : Suite pour violoncelle
- 1994 : Trio Sonata pour piano ou clavecin ou piano-forte ou clavier électrique
commandé par le Massachusetts Institute of Technology
- 1999 : Gatsby Etudes pour piano
- 1998–2000 : A Violist's Notebook, Book 1 pour alto
- 2001 : Sonate no 2 pour piano
commandé par G. Schirmer Associated Music pour Robert Levin à qui l’œuvre est dédicacée
- 2002 : A Violist's Notebook, Book 2 pour alto
- 2002 : Montale Sketches pour piano
d'après trois poèmes d'Eugenio Montale
- 2004 : Ten Micro-Waltzes pour piano
- 2009 : Leonard Stein Anagrams
écrit pour Leonard Stein (en)